# Vincent D'Onofrio
Vincent Phillip D'Onofrio (Brooklyn, Nueva York; 30 de junio de 1959) es un actor y productor de cine estadounidense. Se dio a conocer por su papel del soldado Leonard "Gomer Pyle" Lawrence ("Patoso", en el doblaje español castellano) en Full Metal Jacket. También es conocido por interpretar al detective Robert Goren en Law & Order: Criminal Intent, y al antagonista principal de las series de Marvel, conocido como Kingpin ("El Rey"), en Daredevil, Hawkeye, Echo y Daredevil: Born Again.

## Primeros años
D'Onofrio, de ascendencia italiana, nació en Bensonhurst, barrio de Brooklyn, Nueva York, uno de los barrios con mayor concentración de italianos. Es hijo de Gennaro (Gene) D'Onofrio, un diseñador de interiores y asistente de producción teatral, y Phyllis, una camarera y mánager de un restaurante. Sus padres se conocieron mientras Gennaro estaba en Hawái con la Fuerza Aérea de los Estados Unidos; la pareja volvió a los Estados Unidos, donde tuvieron tres hijos. Vincent es el menor y el único hombre. Su hermana del medio, Elizabeth D'Onofrio, es actriz y profesora de actuación, reside en Florida. Su hermana mayor, Toni, posee una cadena de restaurantes en Utah. Su hermanastra, Connie, falleció en el año 2004. Sus padres se divorciaron varios años después de su nacimiento. Su madre se volvió a casar en 1978.
Durante su adolescencia su familia se mudaba frecuentemente, y D'Onofrio creció en Hawái, Florida y Colorado. En 1977 se graduó en la Preparatoria Hialeah-Miami Lakes y asistió a la Universidad de Colorado en Boulder durante 18 meses. Luego abandonó la universidad para dedicarse a la actuación. Fue aceptado para estudiar en el American Stanislavsky Theatre de Nueva York.

## Carrera

### Como actor
En 1984, D'Onofrio pasó a formar parte del American Stanislavsky Theatre y apareció en producciones suyas como De ratones y hombres y Sexual Perversity in Chicago. Debutó en Broadway interpretando a Nick Rizzoli en Open Admissions. Antes de su despegue como actor, había estado actuando en películas caseras en la Universidad de Nueva York y como guardia de seguridad en el Hard Rock Cafe.
En 1987, consiguió popularidad con dos papeles que demostrarían su calidad como actor. Su primer papel importante fue el obeso soldado deficiente Leonard Lawrence, apodado "patoso", en Full Metal Jacket (1987) de Stanley Kubrick, un papel para el que engordó aproximadamente 31 kg, llegando a pesar 127 kilos. Su otro papel importante en ese año fue el de Dawson, el dueño del garaje en Aventuras en la gran ciudad, dirigida por Chris Columbus. D'Onofrio aparece en sólo una escena importante cerca del final de la película, pero su personaje llamó la atención por su físico musculoso y su largo y rubio cabello, lo que hace que el personaje más joven de la película lo confunda con Thor, el superhéroe que ella idolatra.

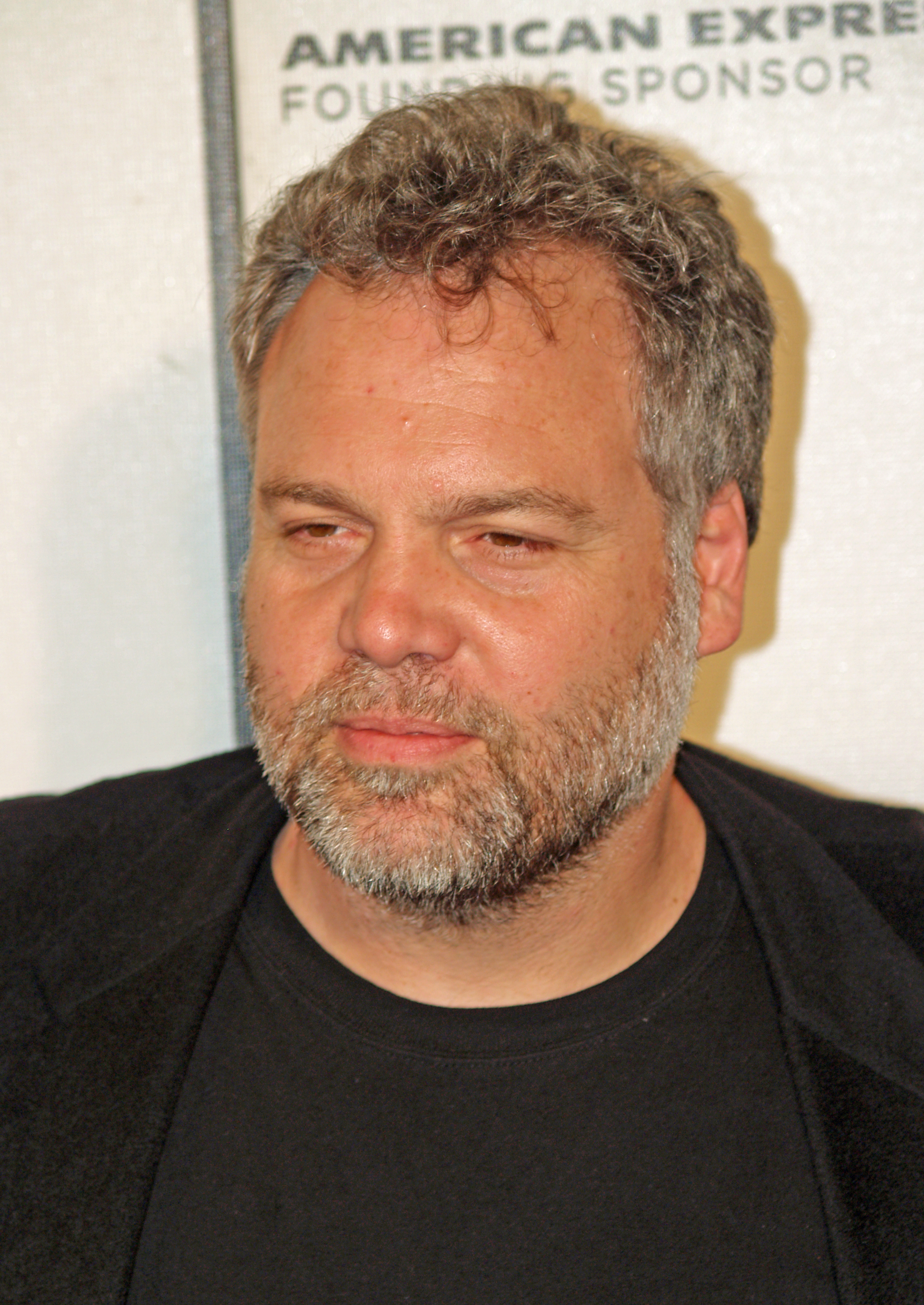
D'Onofrio en 2008.

Desde entonces, D'Onofrio ha continuado interpretando a una gran variedad de personajes, entre los que destacan el famoso director Orson Welles en Ed Wood de Tim Burton, el granjero Edgar y la criatura que lo posee en Men in Black, el socio de Craig Bierko en The Thirteenth Floor, el padre de un santo en Household Saints, el fundador de Yippie Abbie Hoffman en Steal This Movie, un viajero del futuro en Happy Accidents, y el asesino en serie Carl en The Cell con Jennifer Lopez.
Ha incursionado en la producción y dirección cinematográfica, habiendo producido dos películas, The Whole Wide World y Guy en 1996 y 1997, y como productor ejecutivo en The Velocity of Gary (1998) y Steal This Movie (2000). En 2005 dirigió el cortometraje Five Minutes, Mr. Welles que se originó por su deseo de mejorar su interpretación de Welles de Ed Wood, la cual, a pesar del asombroso parecido físico de D'Onofrio con el actor y director, dejó decepcionado al director Tim Burton. Burton tuvo que recurrir al actor de voz Maurice LaMarche para producir un efecto más dramático en el diálogo del personaje.
D'Onofrio también ha estado presente en la pequeña pantalla. Fue nominado al Emmy en 1997 por su aparición como John Lange, la víctima en el capítulo "Subway" de Homicide: Life on the Street. Tras ser seriamente considerado para aparecer en Los Soprano en 2000, tomó su papel más duradero en la televisión, el del detective Robert Goren en Law & Order: Criminal Intent. En 2008, hizo un cameo en un sketch relacionado con las elecciones presidenciales en un capítulo de Saturday Night Live donde interpretó al detective Robert Goren. En el sketch interroga a Hillary Clinton (interpretada por Amy Poehler).
En noviembre de 2005 ganó el premio al mejor actor en el Festival Internacional de Cine de Estocolmo, por su papel de Mike Cobb en la película independiente Thumbsucker. En 2006 tuvo un breve papel en The Break-Up, con Jennifer Aniston y Vince Vaughn; D'Onofrio interpreta al excéntrico hermano de Vaughn. Previamente habían trabajado juntos en dos películas: Thumbsucker y The Cell, donde Vaughn interpreta al agente del FBI que intenta atrapar a D'Onofrio.
En junio de 2014 Marvel emitió un comunicado en el que informaba que D’Onofrio iba a formar parte del reparto de la serie de televisión Daredevil, emitida por Netflix en 2015. Interpretó a Wilson Fisk, conocido como Kingpin, un poderoso hombre de negocios interesado en el futuro de Hell's Kitchen, que se enfrenta al abogado ciego Matt Murdock, Daredevil. En 2017 se estrenó la serie Emerald City en la que interpreta el personaje protagónico. En 2025 se estrenara Daredevil: Born Again, esta vez para Disney+, una continuación directa de la anterior serie, en la que retomará su papel como Kingpin.

### Como director
En 2019, debutó como director en el  wéstern The Kid, rodada en 2018 y protagonizada por Dane DeHaan, en el papel de Billy the Kid, y por Ethan Hawke.

## Vida personal

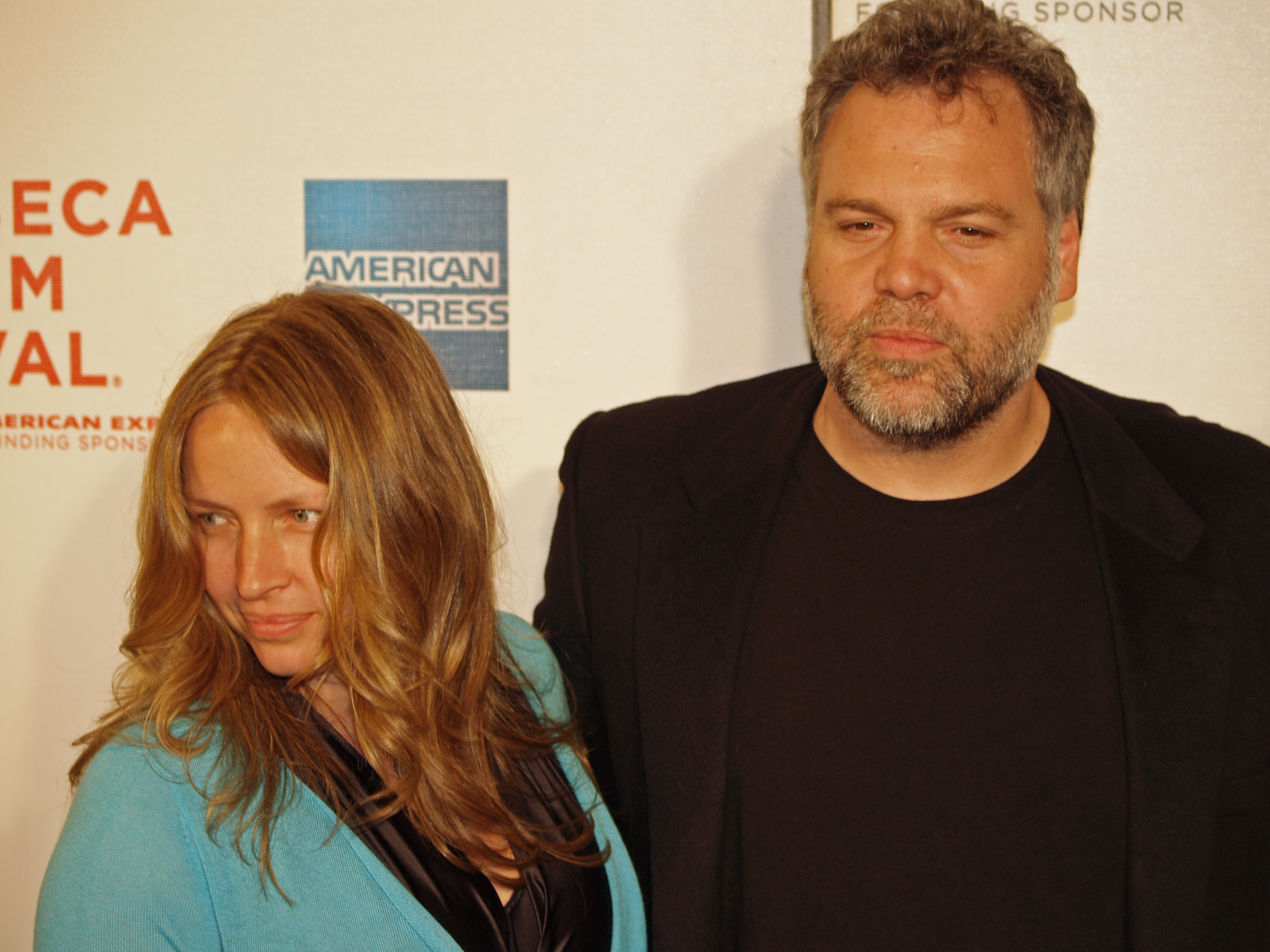
Vincent D'Onofrio y su esposa Carin van der Donk en el Festival de Cine Tribeca de Nueva York en la inauguración de Speed Racer en 2008

El padre de Vincent, Gene, y su hermana Beth fundaron el Festival internacional de cine de RiverRun en Winston-Salem, Carolina del Norte, el cual comenzó en 1998.
D'Onofrio tiene una hija, Leila George D'Onofrio, nacida el 20 de marzo de 1991 en Sídney, Australia, la cual también es actriz. Tuvo una relación sentimental con la actriz Greta Scacchi, con quien D'Onofrio hizo varias películas a finales de los años 1980 y principios de los '90 (incluyendo The Player y Fires Within). La pareja se formó en 1991 y duró hasta 1993. Una vez finalizada esa relación, D'Onofrio se casó con Carin van der Donk el 22 de marzo de 1997. La pareja tiene un hijo, Elias Gene, nacido en diciembre de 1999. D'Onofrio y van der Donk se separaron en octubre de 2003, pero se reconciliaron en 2007. El 14 de febrero de 2008, nació su segundo hijo, Luka. La familia residía en Nueva York, donde además se filma Law & Order: Criminal Intent. En junio de 2023 D'Onofrio solicitó el divorcio de Van Der Donk tras 26 años de matrimonio.
A finales del año 2004, D'Onofrio sufrió un desmayo en el set de Law & Order: Criminal Intent. Días después volvió a desmayarse en su casa y fue llevado al hospital, donde se le diagnosticó agotamiento.

## Filmografía
- The First Turn-On! (1983)
- It Don't Pay to Be an Honest Citizen (1984)
- Full Metal Jacket (1987)
- Aventuras en la gran ciudad (1987)
- Mystic Pizza (1988)
- Signs of Life (1989)
- The Blood of Heroes (1989) - también conocida como Salute of the Jugger
- Naked Tango (1991)
- Crooked Hearts (1991)
- Dying Young (1991)
- Fires Within (1991)
- JFK (1991)
- The Player (1992)
- Salt on Our Skin (1992) - también conocida como Desire
- Being Human (1993)
- Household Saints (1993)
- Mr. Wonderful (1993)
- Ed Wood (1994)
- The Investigator (1994)
- Imaginary Crimes (1994)
- Nunzio's Second Cousin (1994)
- Stuart Saves His Family (1995)
- Strange Days (1995)
- Hotel Paradise (1995)
- The Whole Wide World (1996)
- The Winner (1996)
- Feeling Minnesota (1996)
- Good Luck (1996)
- Boys Life 2 (1997)
- Men in Black (1997)
- Guy (1997)
- The Taking of Pelham (1998)
- One Two Three (1998) – remake de TV de la película de 1974
- The Newton Boys (1998)
- Claire Dolan (1998)
- The Velocity of Gary (1998)
- Spanish Judges (1999)
- The Thirteenth Floor (1999)
- That Championship Season (1999)
- Happy Accidents (2000)
- Steal This Movie (2000)
- The Cell (2000)
- Chelsea Walls (2001)
- Imposter (2002)
- Bark! (2002)
- The Dangerous Lives of Altar Boys (2002)
- The Red Sneakers (2002)
- The Salton Sea (2002)
- Case of Evil (2002)
- Infiltrado (2004)
- Thumbsucker (2005)
- Five Minutes, Mr Welles (2005)
- The Break-Up (2006)
- The Narrows (2008)
- Cadillac Records (2008)
- Little New York (2009)
- Kill the Irishman (2011)
- Sinister (2012)
- Fire with Fire (2012)
- Encadenado (2012)
- Plan de escape (2013)
- Charlie Countryman (2013)
- Mall (2014)
- The Judge (2014)
- Jurassic World (2015)
- Run All Night (2015)
- Broken Horses (2015)
- Pelé, el nacimiento de una leyenda (2016)
- En lucha incierta (2016)
- Los siete magníficos (The Magnificent Seven) (2016)
- Rings (2017)
- El Camino Christmas (2017)[23]
- Death Wish (2018)
- The Kid (2019)
- The Unforgivable (2021)
- Lift: un robo de primera clase (2023)
- Wildcat (2023)[24]

## Series de televisión
- Law & Order: Criminal Intent (2001-2011) como el detective Robert Goren
- Men in Black: The Series como Bugs (voz) en "The Big Bad Bug Syndrome" (capítulo 2.5)
- Homicide: Life on the Street como John Lange en "Subway" (capítulo 6.7)
- The Equalizer como Davy Baylor en "Suspicion of Innocence" (capítulo 3.3) y como Thomas Marley en "Counterfire" (capítulo 2.7)
- Miami Vice como Leon Wolf en "The Afternoon Plane" (capítulo 3.17)
- Spanish Judges (1999)
- Xavier: Renegade Angel (2009) como Eric (voz) en "El Tornadador" (capítulo 2.3) y como el juez (voz) en "Damnesia Vu" (capítulo 2.6)
- Daredevil (2015-2018) como Wilson Fisk / Kingpin
- Emerald City (2017) como Frank Morgan / El Mago de Oz
- Ghost Wars (2017) como Dan Carpenter / Reverendo
- Bojack Horseman (2017) como él mismo
- El Padrino de Harlem (2019) como Vincent Gigante
- Ratched (2020) como George Wilburn
- Hawkeye (2021) como Wilson Fisk / Kingpin
- Echo (2023) como Wilson Fisk / Kingpin
- Tu amigo y vecino Spider-Man (2025) como Wilson Fisk / Kingpin
- Daredevil: Born Again (2025) como Wilson Fisk / Kingpin